# Søren Brinck
Søren Brinck (14. januar 1668 i Slagelse – 11. januar 1743 i Fredericia) var en dansk officer.

## Liv og gerning
Han skal have været søskendebarn til Iver Brinck. Hans fader, Andreas Brinck, havde som afskediget officer taget bopæl i Slagelse, hvor han døde 1682, få dage efter sin hustru Gertrud.
Den 14-årige og forældreløse Brinck tog tjeneste som simpel rytter i 1. sjællandske Kyrasserregiment og oplærtes fra grunden af i alt, hvad der kunne tjene en kavalerist til nytte, således også sadelmagerhåndværket. I 1684 blev han korporal, og 1689 sendtes han med de danske hjælpetropper til Irland, deltog i Kampene ved Drogheda og Aghrim, hvor efter han i 1691 blev vagtmester, og siden, i Flandern, ved Steenkerke og Kortrijk. 1701 drog han atter i felten med de til Brabant bestemte danske tropper, som under Prins Eugen og Hertugen af Marlborough delte æren for disses berømte sejre, og deltog selv med hæder i samtlige hovedslag, ved Höchstedt, Ramillies, hvor de danske især udmærkede sig, Oudenarde og Malplaquet, hvor han blev såret og hesten skudt under ham. I samme felttog falder hans hovedbedrift. Da prins Frederik af Hessen-Kassel, der tjente i de allieredes hær, med få husarer havde vovet sig langt ind blandt de franske fortropper, blev han hårdt angrebet af en overlegen afdeling. Brinck rykkede ham uden at agte på egen fare øjeblikkelig til undsætning og bragte ham frelst tilbage med sig til lejren, rigtignok med et tab af 11 af sine 14 mand og selv hårdt såret af 7 rendekugler i sit ene lår. At Brinck ved denne lejlighed reddede prinsens liv, skal denne senere som konge af Sverige ved flere lejligheder med megen anerkendelse have ytret til den danske gesandt i Stockholm. Den sårede Brinck, om hvis liv der ikke var meget håb, toges i pleje af skarpretteren i en lille fransk by, kom sig først efter trekvart års forløb og siges efter den tid i flere slag at have medført en krykke på hesten.
I 1712 var han med i Slaget ved Gadebusch men levede siden under fredelige forhold i Fredericia. Uagtet Brincks mod og militære dygtighed efter mange prøver var selv hans øverste foresatte vel bekendte, varede det længe, inden han nåede ind i officersstanden, da han først blev løjtnant 1706. Kun 4 år efter blev han imidlertid ritmester, 1718 major, 1728 oberstløjtnant. Da han 1734 efter ansøgning erholdt afsked, fik han udnævnelse til oberst.

## Familie
I 1726 ægtede han Anna Marie f. Fessler (1694-1782), enke efter rådmand i Fredericia Henrich Richter. I ægteskabet 3 børn, hvoraf 2 døde unge. Den tredje datter, Gertrud Catharina Brinck (1730-1798), blev gift med generalkirkeinspektør Erik Johan Jessen.